# Maurizio Arrivabene
Maurizio Arrivabene (Brescia, 7 de marzo de 1957) es un empresario italiano y exdirigente de Fórmula 1. Desde noviembre de 2014 hasta el 7 de enero de 2019, fue el director deportivo de Scuderia Ferrari sucediendo a Marco Mattiacci en el cargo hasta ser sustituido por Mattia Binotto.
Después de trabajar en un entorno de marketing y de promoción en su Italia natal y en el extranjero, se unió a Philip Morris, con sede en Lausana, Suiza, donde llenó varias posiciones, trabajando su camino hasta convertirse en vicepresidente de Marlboro y promociones para Philip Morris International en 2007. Luego, en 2011 asumió el cargo de Vicepresidente de Estrategia al Canal Consumidor y Marketing de Eventos.
Además de su papel en Philip Morris, desde 2012 ha sido un consejero independiente de la Juventus de Turín. De 2011 a 2012 fue miembro de la Academia de negocios Deporte (SDA Bocconi School of Management y RCS Sport), en el Equipo Asesor del Programa. Desde 2010 se ha sentado en la Comisión de la F1, que representa a todos los patrocinadores de la Fórmula 1.
En noviembre de 2021 fue nombrado CEO del club de futbol italiano Juventus.